# Christkönig (Tettau)

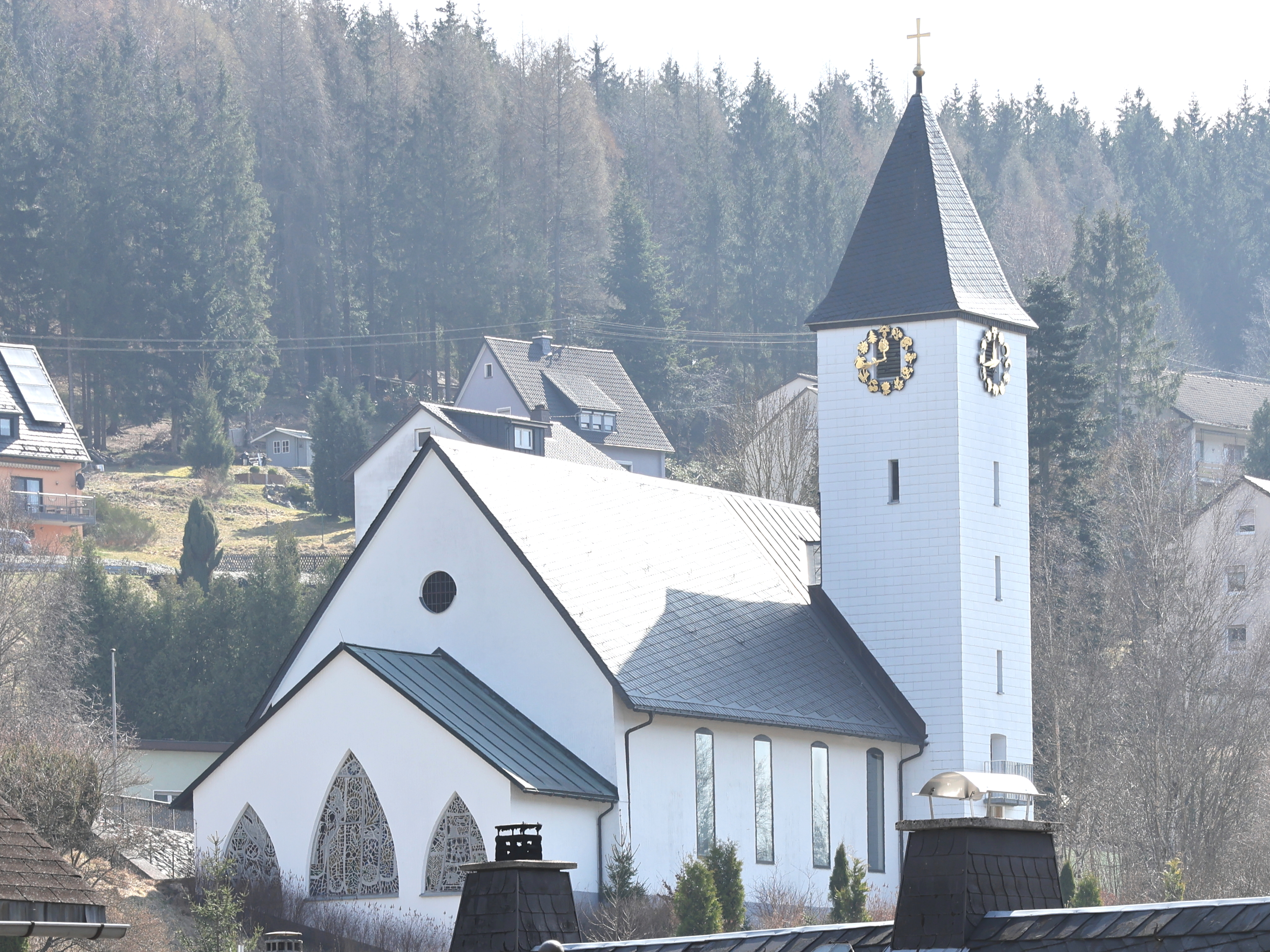
Kirche Christkönig in Tettau

Die römisch-katholische Filialkirche Christkönig steht in der Siedlungsstraße der Marktgemeinde Tettau im oberfränkischen Landkreis Kronach. Das denkmalgeschützte Gotteshaus entstand Mitte der 1950er Jahre nach Plänen des Coburger Architekten Josef Rauschen. Die Filialkirche gehört zur Pfarrei St. Laurentius in Buchbach im Seelsorgebereich Frankenwald des Erzbistums Bamberg.

## Baugeschichte
Nach dem Zweiten Weltkrieg stieg die Zahl der Katholiken in Tettau, einem protestantisch geprägten Ort, stark an. Dies führte am 28. Januar 1953 zur Gründung eines Kirchbauvereins und im April 1953 zum Kauf eines Grundstücks. Die Pläne für ein Pfarrzentrum hatte der in Coburg ansässige Architekt Josef Rauschen bis Juni 1953 erstellt. Im Juli 1954 feierte die Kirchgemeinde die Grundsteinlegung durch den Bamberger Prälaten Heinrich Rauh und am 18. September 1955 weihte der Apostolische Protonotar Franz Wagner aus Bamberg die Filialkirche der damaligen Kuratie Buchbach auf den Namen Christkönig. Die Gesamtbauausgaben für die Kirchenanlage betrugen mit Glocken ohne Orgel, die 1959 angeschafft wurde, 250.000 DM. 1965/1966 und 1976 wurden Innen- und Außenrenovierungen durchgeführt, Mitte der 1960er Jahre erfolgte eine Neugestaltung des Altarraumes. Anfang der 1980er Jahre wurden die Außenanlagen neu gestaltet, die Kirche wieder renoviert und eine geschlossene Vorhalle angebaut.:S. 983

## Gestaltung
Die Kirche steht im Süden des Ortskerns, ortsbildprägend an einem Hang. Seit der Neugestaltung der Außenanlagen erschließt eine Treppenrampe mit Kalkbruchsteinmauern von der oberen Siedlungsstraße die Kirchenportale.
Das nach Süden ausgerichtete Kirchenschiff besitzen ein steiles, mit Naturschiefer gedecktes Satteldach und einen eingezogenen Chor. Je drei Segmentbogenfenster in den Längswänden und ein großes Lanzettbogenfenster in der Giebelwand belichten den Innenraum. Im westlichen Zwickel zwischen Langhaus und Chor steht der Kirchturm. Er hat einen quadratischen Grundriss und ein verschiefertes Pyramidendach sowie einen kleinen Balkon im ersten Obergeschoss der Westseite. Sonst gliedern Schlitzfenster die Turmfassade, den oberen Abschluss bilden aber rechteckige Schallluken der Glockenstube, überdeckt von den Zifferkranzblättern der Turmuhr. Im östlichen Zwickel zwischen Langhaus und Chor befindet sich der Gemeindesaalanbau, den fünf Segmentbogenfenster in der Südfassade belichten. Der Vorhallenanbau an der Nordseite hat eine flachere Dachneigung, damit das Rundfenster im Giebelfeld frei ist. Drei größere Lanzettbogenfenster belichten den Raum.:S. 984
Der Innenraum des Langhauses mit seinen verputzten Wänden wird von einer sichtbaren hölzernen Dachkonstruktion überspannt. Schräge Streben stehen in den Wandachsen zusammen mit Pfosten auf niedrig angeordneten Wandkonsolen. Den Chorraum, getrennt vom Kirchenschiff durch einen Triumphbogen mit Lanzettbogenform, überwölbt eine verputzte Spitzbogentonne. Vor der nördlichen Giebelwand mit einem Mittelportal befindet sich eine Empore mit einer etwas vorstehenden, hölzernen Brüstung. Dort steht die 1959 aufgestellte Orgel der Lichtenfelser Orgelbaufirma Dietmann.
Ein großes Altarwandfenster mit einer Darstellung von Christkönig auf einem Regenbogen thronend, ein Werk der Coburger Kunstglaserei Bringmann und Schmidt, prägt den Innenraum. Aus der Erbauungszeit stammen der Ambo und Taufstein, beide aus Kunststein. Neben dem Triumphbogen stehen Skulpturen, der heilige Josef mit dem Jesusknaben von Hans Leitherer aus dem Jahr 1940 und Maria von Hermann Leitherer aus dem Jahr 1954. Die Betonglasfenster in der Vorhalle von 1982/83 sind ein Werk von Ute Ebertsch.:S. 986